# Université de Neuchâtel
L'Université de Neuchâtel (UniNE) est une université publique située à Neuchâtel en Suisse, fondée en 1838. Elle est composée de quatre facultés: droit, lettres et sciences humaines, sciences et sciences économiques.  

## Histoire

### Dates clés
| Année | Evénement |
| ----- | --- |
| 1701  | Le théologien et pasteur Jean-Frédéric Ostervald (1663-1747) commence à donner une formation en théologie aux futurs pasteurs. Cet enseignement ne sera plus interrompu jusqu'à la création de la Faculté de théologie, en 1833.                                                                                          |
| 1732  | Une chaire de philosophie est créée par la ville et confiée au philosophe Louis Bourguet (1678-1742)), correspondant de Leibniz et Réaumur. Cette chaire sera bientôt suivie par une de « Belles lettres », occupée par le pasteur Frédéric-Guillaume de Montmollin (1709-1783), futur opposant de Jean-Jacques Rousseau. |
| 1833  | La Compagnie des pasteurs crée deux chaires de théologie et fonde ainsi la Faculté de théologie qui sera par la suite intégrée dans l'université. |
| 1837  | Le gouvernement neuchâtelois demande au roi de Prusse Frédéric-Guillaume III la création d'une académie. Il envoie un mémoire à la Cour le 24 mai, priant le souverain d'accorder les fonds nécessaires au fonctionnement d'une académie.                                                                                 |
| 1838  | Le Cabinet du Roi crée le fonds nécessaire (décision royale du 17 mars). L'académie est créée. |
| 1840  | Première année académique officielle |
| 1841  | Inauguration officielle de l'Académie le 18 novembre |
| 1843  | Premier diplôme de licence décerné par l'Académie (licence ès lettres) |
| 1848  | Pour des raisons de nature politique, financière et éducative, le Grand Conseil décrète le 17 juin 1848 la fermeture de l'Académie. |
| 1866  | Loi sur l'enseignement supérieur permettant la création de la seconde académie : Faculté des Lettres, Faculté des Sciences et Faculté de Droit (l'institution de la faculté de théologie a lieu en 1873). |
| 1909  | Décret du Grand Conseil du 18 mai. L'Académie devient université et peut délivrer des doctorats. |
| 1910  | Loi sur l'enseignement supérieur permettant l'ouverture d'une section de sciences commerciales et donnant aux étudiants la possibilité d'accéder au doctorat dans toutes les facultés. |
| 1919  | Constitution de la Fédération des étudiants neuchâtelois (FEN) |
| 1943  | La mathématicienne Sophie Piccard devient la première femme en Suisse romande à occuper un poste de professeure ordinaire dans une université. |
| 1962  | Le cap des 500 étudiants est franchi. |
| 1963  | Nouvelle loi sur l'université renforçant le statut du Rectorat |
| 1968  | Manifestation estudiantine le 14 mai |
| 1971  | Loi sur la réorganisation des autorités universitaires : fin de l’autonomie des facultés, l’université devient une unité organique |
| 1972  | Inauguration de la Cité universitaire |
| 1979  | Achat du premier ordinateur à disposer d'une mémoire virtuelle |
| 1986  | Inauguration du nouveau bâtiment de la Faculté des lettres et sciences humaines aux Jeunes-Rives (bord du lac) |
| 1993  | Réseau BeNeFri, avec les universités de Berne et Fribourg |
| 1995  | Fondation du Centre international d'étude du sport (CIES) |
| 1996  | Révision de la loi sur l’Université : octroi d’enveloppes budgétaires librement affectées par le Rectorat aux facultés et leurs divisions |
| 1998  | L'ensemble de la communauté universitaire a accès à la messagerie électronique et à Internet |
| 2001  | Inauguration du nouveau bâtiment de la Faculté des sciences (Unimail) |
| 2002  | Révision de la loi sur l’Université : mandat d’objectifs confié par le Grand Conseil et professionnalisation du statut de recteur |
| 2002  | Ouverture du Pôle de recherche national NCCR Plant Survival |
| 2002  | Triangle Azur, avec les universités de Genève et Lausanne |
| 2004  | Premiers titres de bachelor délivrés selon le système de Bologne |
| 2005  | Premiers titres de master délivrés selon le système de Bologne |
| 2005  | Ouverture du bureau Euresearch pour les cantons de Neuchâtel et du Jura |
| 2008  | Entrée en fonction de la rectrice Martine Rahier, première femme à diriger une université en Suisse romande |
| 2009  | Centenaire de l'Université |
| 2010  | Un audit mené par KPMG permet de lever les soupçons pesant sur l’institution après un ex-cadre dénonce des dépenses frauduleuses |
| 2013  | Création de neuf centres de compétences interdisciplinaires |
| 2014  | Ouverture du Pôle de recherche national NCCR on the move, consacré à la migration et à la mobilité |
| 2015  | Fermeture de la Faculté de théologie |
| 2016  | Désignation de Kilian Stoffel en tant que recteur avec entrée en fonction le 1er août |

## Organisation académique

Logo BENEFRI

### Rectorat
Le rectorat est l'organe exécutif de l'Université. Il est responsable de la stratégie générale et est composé d'un recteur et de trois vice-recteurs élus pour une période de quatre ans.
Actuellement[Depuis quand ?], il est composé de Kilian Stoffel, recteur, Martin Hilpert, vice-recteur Enseignement, Felix Kessler, vice-recteur Recherche, Nathalie Tissot, vice-rectrice Affaires juridiques, et Jean-Marie Grether, vice-recteur Finances et accréditation.

### Conseil de l'Université
Le Conseil de l’Université est un organe chargé d’apporter une expertise externe à l’Université et à l’État. Sa mission est précisée dans la loi sur l'Université de Neuchâtel (LUNE). Il participe à l'élaboration des grandes orientations de la politique universitaire, approuve le budget et les comptes, et contrôle le fonctionnement de l'Université. Le CU est composé de neuf membres.

### Assemblée de l'Université
L'Assemblée de l'Université a été créée par la loi entrée en vigueur le 1er janvier 2017. Elle représente l’ensemble de la communauté universitaire et est composée de 24 personnes.

### Corps professoral
Il comprend les professeurs, les directeurs de recherche, les professeurs associés, les professeurs assistants, les professeurs invités, les chargés de cours et les privat-docents.

## Facultés

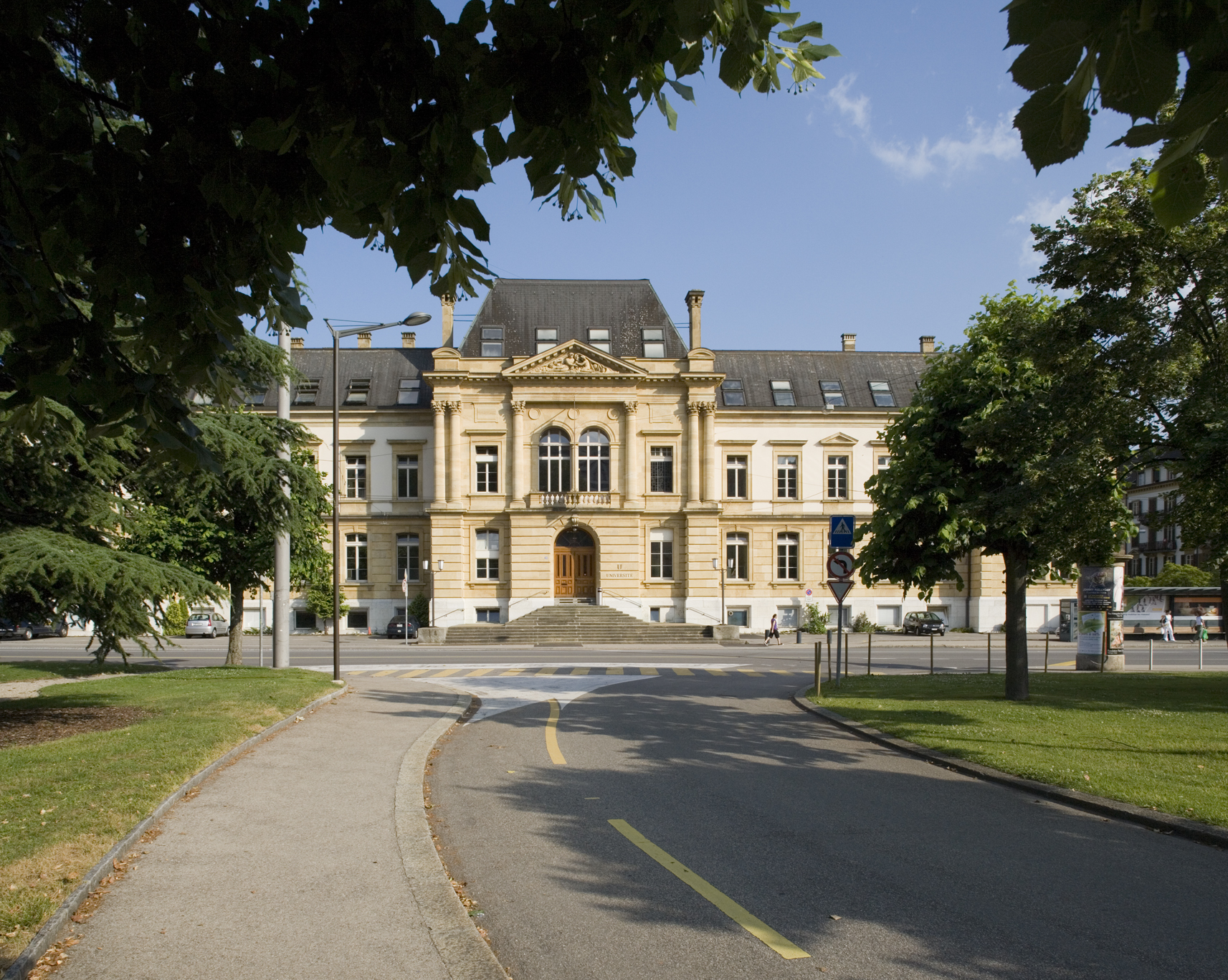
Bâtiment principal de l'Université de Neuchâtel.

Les facultés sont constituées chacune d'un ensemble coordonné d'unités d'enseignement et de recherche. Les organes de faculté sont le Conseil de faculté, le décanat et le Conseil des professeurs. Le décanat dirige et administre la Faculté. Tous sont des professeurs élus par le Conseil de faculté, pour une période de deux ans, et sont rééligibles.

### Faculté des lettres et sciences humaines
Avec environ 2100 étudiants, la Faculté des lettres et sciences humaines est la plus grande faculté de l'Université de Neuchâtel. Ses champs de recherche et d'études au niveau bachelor et master sont nombreux et diversifiés : langues et civilisations de l'Antiquité et du Moyen Âge, archéologie, histoire, histoire de l'art, muséologie, philosophie, logique, logopédie, sciences et pratique du sport, langue et littérature allemandes, anglaises, françaises et hispaniques.
Dans le domaine des sciences sociales, la Maison d'analyse des processus sociaux (MAPS), constituée des instituts d'ethnologie, géographie, sociologie, psychologie et éducation et du Forum suisse des migrations (SFM) favorise le travail coopératif sur des projets de recherche interdisciplinaires. Le Groupe de Recherche en Économie Territoriale (GRET) recherche sur des thèmes comme l’innovation, la circulation et l’ancrage de la monnaie et du capital, la circulation et l’ancrage du travail et des compétences.
Entrée dans le système de Bologne en 2005, la Faculté des lettres et sciences humaines décerne les titres suivants : Bachelor of Arts, Master of Arts, certificat d'études françaises, diplôme pour l'enseignement du français langue étrangère, doctorat ès lettres et doctorat en sciences humaines.
La faculté des lettres et sciences humaines dirige le pôle de recherche national sur les migrations et la mobilité NCCR - on the move.

### Faculté des sciences
Cette faculté compte environ 750 étudiants en bachelor et en master qui bénéficient d'installations et d'infrastructures ultramodernes. Les laboratoires de la faculté sont hautement actifs dans différents domaines de recherche tels que la biologie, les biogéosciences, l'hydrogéologie, la géothermie, l'informatique et les mathématiques.
Le système de Bologne y est appliqué depuis octobre 2004. Les titres décernés sont le baccalauréat universitaire ès sciences, la maîtrise universitaire ès sciences et le doctorat ès sciences. À relever, la possibilité d'opter pour un bachelor pluridisciplinaire en « biologie et ethnologie » ou en « sciences et sport ».

### Faculté de droit
Elle compte 800 étudiants, dans les principaux domaines du droit privé, du droit public et du droit international et européen, avec des spécialisations en droit du sport, droit de la santé et droit de l'innovation.
L'adoption du système de Bologne par la Faculté de droit date de 2004. Les titres décernés sont le Bachelor of law, le Master of Law, le diplôme de formation continue, le diplôme de formation continue en droit de la santé, le doctorat en droit et le doctorat en criminologie. La Faculté offre également les diplômes postgrades suivants : le International Master in Management, Law and Humanities of Sport (en collaboration avec la Fédération internationale de Football Association et dispensé sur trois sites : l'université Montfort à Leicester, la haute école de gestion et management SDA Bocconi à Milan et l'Université de Neuchâtel), le Master of Advanced Studies en droit européen et droit international économique et le diplôme postgrade HES en lutte contre la criminalité économique.

### Faculté des sciences économiques
La Faculté des sciences économiques compte environ 650 étudiants et comprend cinq instituts, qui en plus de leur mission de formation, participent activement à des programmes de recherche tant sur le plan national qu'international. Plusieurs de ces instituts réalisent régulièrement des mandats pour les entreprises et les collectivités publiques, ainsi que pour les organisations internationales.
L'Académie du journalisme et des médias offre le Master en journalisme, unique en Suisse, qui a été conçu par des professionnels du secteur et est axé sur les nouveaux besoins des entreprises.
Les titres décernés par la Faculté des sciences économiques sont le Bachelor et le Master of science in economics, le Master of Advanced Studies in Human Ressources and Career Management, le certificat de formation continue, le diplôme de formation continue et les doctorats en finance, en système d'information, en sciences économiques et en management.

### Faculté dethéologie
En 2015 la Faculté de théologie a été fermée. La rectrice de l'université précise alors que « depuis longtemps les effectifs étaient à la limite, et même en dessous. »

## Enseignement et recherche

### Formation
À l'Université de Neuchâtel, toutes les facultés proposent des études compatibles avec le modèle de Bologne.
Le processus de Bologne consiste en un espace européen de l’enseignement supérieur et de la recherche et prévoit une harmonisation des titres universitaires sur le plan européen. Le système prévoit également l'attribution de crédits (ECTS) pour chaque enseignement évalué, dans le but notamment de favoriser la mobilité des étudiants.
Le système de formation comprend deux cycles (bachelor et master). Premier cycle d'études universitaires de base, le bachelor est la première étape de formation scientifique de base, permettant d'acquérir un mode de pensée méthodologique et scientifique. Le diplôme de bachelor constitue la condition de poursuite des études dans une filière de master. La filière d’études master vise quant à elle à transmettre des connaissances approfondies et spécialisées aux étudiants.

### Relations internationales
Le Bureau de la mobilité de l’Université de Neuchâtel (UniNE) dispose, pour l'année académique 2016-2017, de 185 accords de partenariat avec 138 établissements universitaires situés dans 25 pays. En Europe (Swiss-European Mobility Programme), les étudiants ont accès à 113 universités. Pour les échanges hors de l’Europe, 14 conventions ont été signées avec des hautes écoles aux États-Unis, Australie, Taïwan, Israël, Mexique, Colombie, Argentine. À cela s’ajoutent 11 établissements participant au Programme d’échange d’étudiants des universités québécoises (PEE Québec).

### Recherche
Quelque 800 projets de recherche sont menés en parallèle à l’UniNE. Chaque année, ce sont environ 150 nouveaux projets qui sont lancés, qu’il s’agisse de mandats décrochés sur une base compétitive (FNS, programmes européens, etc.) ou de mandats confiés par des collectivités ou entreprises. Les projets de recherche génèrent des retombées annuelles estimées 18 millions de francs pour environ 200 postes de travail.

### Centres de compétences
L’Université de Neuchâtel a défini neuf domaines-clés en matière de recherche et d’innovation (« Centres de compétences »). Ils constituent un des éléments forts du Plan d’intentions 2013-2016. Selon l'université « Ce choix dénote une volonté de valoriser des axes de recherche originaux dont chacun regroupe plusieurs équipes de recherche souvent dans une démarche interdisciplinaire, voire interfacultaire. » Les centres de compétences ont pour but de cristalliser des savoirs qui font la réputation de l’Université de Neuchâtel.
Les centres de compétences sont les suivants :
- Droit de la santé
- Temps-fréquence et métrologie optique
- Hydrogéologie et géothermie
- Écologie chimique
- Migration et mobilité
- Sciences cognitives
- Interactions sociales
- Droit de la propriété intellectuelle et de l’innovation
- Systèmes complexes et Big Data

## Classements
L’Université de Neuchâtel figure parmi les 20 meilleures universités mondiales de petite taille. Elle obtient le onzième rang dans le classement 2016 publié par Times Higher Education (THE). La liste regroupe des universités de moins de 5000 étudiants offrant un haut niveau d’excellence. De plus, l’UniNE s’est récemment distinguée dans un autre classement où elle obtient la 37e place pour son ouverture internationale.

## Vie estudiantine

### Vie associative
Outre la Fédération des étudiants neuchâtelois (FEN), des associations facultaires ou d’instituts organisent régulièrement des manifestations privilégiant la réflexion ou la détente. L’UniNE compte trois sociétés d’étudiants : Zofingue, Belles-Lettres et la société féminine Hetaïra. Une quinzaine d’associations thématiques (développement durable, migration, etc.) offrent aux étudiants la possibilité d’échanger sur des thèmes actuels et de s’engager au service de la communauté universitaire et de l’intérêt général.

### Activités culturelles
Il est possible de s’investir dans deux compagnies théâtrales, le Groupe de théâtre antique et le Théâtre universitaire neuchâtelois. Le ciné-club Halluciné propose projections et débats. La musique n’est pas en reste avec le Chœur de l’Université et l’Ensemble Pange Lingua (chœur de musique de chambre). Enfin, le Cafignon, le journal des étudiants qui permet de faire des premières expériences journalistiques.

### Sports universitaires
La situation de Neuchâtel permet la pratique de nombreux sports. Tant l’hiver que l’été, les étudiants peuvent bénéficier des activités proposées par le SUN (Sports universitaires de l’UniNE). Ski, raquettes à neige, golf, tennis, voile, vélo, équitation, arts martiaux, danse, sports d’équipe, etc. Chaque semaine, cent-dix cours dans près de soixante disciplines différentes sont organisés. Une large gamme de disciplines visant avant tout le bien-être et la santé est également proposée. La plupart des cours sont gratuits. Certains sont accessibles à des prix très avantageux.

### Autres prestations
L’UniNE dispose de prestations offrant un appui pour la réussite de ses études et de son avenir professionnel : centre de langues, centre de carrière, bureau de la mobilité, service social, service de l’égalité des chances, aumônerie, centre multimédia, aide informatique à l’élaboration du programme des cours, salles d’informatique, salle de travail ouverte 7 jours sur 7, etc.

## Personnalités liées à l'université

### Professeurs et enseignants
- Jean-François Aubert
- Vincent Peillon[9]
- Louis Agassiz
- Fernand Brunner
- Ferdinand Buisson
- Nastasia Civitillo
- Daniel Cornu
- Arnold van Gennep
- Arnold Henri Guyot
- Gilles Petitpierre
- Max Petitpierre
- Edmond Privat
- Olivier Christin
- Angelika Kalt
- Noémie Lamon
- Denise Tonella

### Étudiants
- Marguerite Evard[10]
- Pierre Aubert[11]
- Charles Augsburger
- Didier Burkhalter
- Didier Berberat
- Alain Berset[12]
- Claude Frey
- Melvin Gallant[13]
- Pierre Graber
- Anne-Lise Grobéty
- Pierre-Alain Meier
- René Meylan
- Jacques Moeschler[14]
- Roland Béguelin[15]
- Michel Monbaron
- Mohammad Mossadegh[16]
- Gilles Petitpierre
- Georges Piroué[réf. nécessaire]
- Amélie Plume
- Denis de Rougemont[17]
- André Sandoz[réf. nécessaire]